# Matías Romero
Matías Romero è un comune del Messico, situato nello stato di Oaxaca.